# سرخس حساس
سرخس حساس (نام علمی: Onoclea sensibilis) نام یک گونه از راسته بسپایک‌سانان است.